# Sebastiano Dho
Sebastiano Dho (ur. 16 maja 1935 w Frabosa Soprana, zm. 31 sierpnia 2021 w Mondovì) – włoski duchowny rzymskokatolicki, w latach 1993-2010 biskup Alba Pompeia.

## Życiorys
Święcenia kapłańskie przyjął 29 czerwca 1958. 5 lipca 1986 został mianowany biskupem Saluzzo. Sakrę biskupią otrzymał 24 sierpnia 1986. 3 lipca 1996 objął rządy w diecezji Alba Pompeia. 28 czerwca 2010 przeszedł na emeryturę.